# Schrems
Schrems är en stadskommun  i distriktet Gmünd i förbundslandet Niederösterreich i Österrike. Kommunen har 5 263 invånare (2024).
Kommunen består av 14 orter (Ortschaften) (inom parentes invånarantal 1 januari 2024):

- Anderlfabrik (0)
- Ehrenhöbarten (58)
- Gebharts (141)
- Kiensaß (32)
- Kleedorf (177)
- Kottinghörmanns (317)
- Kurzschwarza (76)
- Langegg (241)
- Langschwarza (245)
- Neulangegg (50)
- Neuniederschrems (74)
- Niederschrems (428)
- Pürbach (232)
- Schrems (3 192)